# Tangshan
Tangshan (en chino, 唐山; pinyin, Tángshán) es una ciudad-prefectura en la provincia de Hebei, República Popular de China. Se ha dado a conocer por el terremoto de 1976 que midió 7,6 en la escala de Richter y mató al menos a 242 000 personas. La ciudad ha sido reconstruida y se ha convertido en una atracción turística. Su área es de 14 341 km² y su población total para 2010 superó los 7,57 millones de habitantes. 

## Administración
La ciudad-prefectura de Tangshan se divide en 14 localidades que se administran en 7 distritos urbanos, 2 ciudades suburbanas y 5 condados rurales.
- Ciudad Zunhua (遵化市)
- Ciudad Qian'an (迁安市)
- Distrito Lubei (路北区)
- Distrito Lunan (路南区)
- Distrito Guye (古冶区)
- Distrito Kaiping (开平区)
- Distrito Fengrun (丰润区)
- Distrito Fengnan (丰南区)
- Distrito Caofeidian (曹妃甸区)
- Condado Qianxi (迁西县)
- Condado Luanan (路南县)
- Condado Luannan (滦南县)
- Condado Leting (乐亭县)
- Condado Yutian (玉田县)

## Toponimia
El topónimo Tangshan significa 'montaña Tang', una montaña ubicada al norte de la ciudad. Para evitar confusiones, la montaña Tang cambió de nombre a Dacheng (大城山) en la década de 1930. Se cree que la montaña heredó su Tang de la dinastía Tang (923-937). Se desconoce porque la montaña se llama Tang, y las explicaciones giran más a leyendas que a hechos históricos. 
Según se dice, el general Jiang, de la dinastía Tang vivió aquí, un dragón que causaba estragos (en referencia al río Tang) provocó la ira del general que sacó su espada y mató al dragón. Cuando el general murió, fue enterrado en la montaña, los habitantes por sus méritos construyeron un templo para adorarlo, tanto la montaña como el río recibieron el nombre Tang. La explicación de que la montaña se llama así por ser la tumba de un general de la dinastía Tang no es convincente. Este lugar perteneció a los Kitán antes y después de la dinastía Tang ¿Cómo podría pertenecer a los Tang?.
También hay un dicho que dice que el nombre Tangshan se originó a partir del hecho de que el emperador fundador de la dinastía Tang realizó una expedición y pasó por la actual Tangshan dos veces y estacionó tropas en la montaña Tang. Debido a la falta de datos históricos que respalden esto, los historiadores generalmente creen que las leyendas no son pruebas suficientes. Sin embargo, la teoría de que el "Puente Tangshan" fue construido por el fundador de la dinastía Tang está en los registros de la dinastía Ming y tiene valor de referencia.
La evolución de Tangshan desde un nombre de montaña a un nombre de lugar en los tiempos modernos está directamente relacionada con el establecimiento y desarrollo de la Oficina de Minería de Kaiping en 1878 que extrajo carbón en el sur de Tangshan.
La construcción de ferrocarriles y la apertura de fábricas llevaron a un aumento de la población y la prosperidad de la industria y el comercio en la zona, como resultado, Tangshan gradualmente se convirtió en referente para los asentamientos y pueblos industriales y mineros que allí surgieron. Según las Crónicas de Luanzhou, "Pueblos y ciudades en el territorio", en la recién establecida: Tangshanji (唐山集) se construyeron una mina de carbón y un ferrocarril al suroeste de la ciudad, y los comerciantes extranjeros acudieron en masa. En cuanto al momento exacto en que se fundó la ciudad de Tangshan, no parece haber evidencia directa. Los investigadores utilizan principalmente la afirmación de los primeros datos : la ciudad Qiaotun (乔屯) se fundó en e 1877, en 1898, Qiaotun pasó a llamarse Tangshan. Sin embargo, según las Crónicas Locales de Tangshan: La ciudad de Tangshan era originalmente una aldea de Guangdong (广东).
Con el desarrollo de la mina de carbón de Kaiping, los trabajadores calificados reclutados por Tang Tingshu (唐廷枢) comenzaron a vivir cerca del área minera, formando gradualmente la aldea Guangdong. En 
1892, Tang Tingshu falleció, para conmemorar sus logros, la Oficina de Minería de Kaiping cambió el nombre de la aldea de Guangdong a Tangshan.
En el Diccionario de topónimos chinos antiguos y modernos publicado por la sucursal de Hong Kong en mayo de 1931, también se afirma que "la ciudad de Tangshan se llamaba originalmente Guangdong".

## Historia
Datos arqueológicos sugieren que esta región ha estado habitada por los últimos 45 mil años. 
Tangshan sufrió un devastador terremoto de 7,6 en la madrugada del 28 de julio de 1976, que dio lugar a miles de víctimas. El saldo oficial fue de 242.000, pero muchos expertos creen que el número real de víctimas mortales fue de hasta 655.000, por lo que es el terremoto más destructivo en la historia moderna. Como consecuencia del terremoto, la mayor parte de la ciudad tuvo que ser reconstruida.

## Geografía
Tangshan se encuentra en la sección central de la región del golfo del mar de Bohai. Tangshan se encuentra junto a las montañas Yan (al norte), limita con el río Luan y al este con Qinhuangdao y, al oeste, con Pekín y Tianjin. Se trata de un área estratégica y un pasillo que une dos grandes regiones del norte de China y China Noreste. Tangshan es parte de la llanura norte de China, con las montañas Yan al norte.

## Clima
El clima de la ciudad está influenciado por el patrón del Clima continental húmedo con inviernos fríos pero secos y veranos calientes y lluviosos. La primavera y el otoño son cortos con poca lluvia. El mes más frío es enero con -5C y el más caliente es julio con 26C
| Parámetros climáticos promedio de Tangshan (1971−2000) | Parámetros climáticos promedio de Tangshan (1971−2000) | Parámetros climáticos promedio de Tangshan (1971−2000) | Parámetros climáticos promedio de Tangshan (1971−2000) | Parámetros climáticos promedio de Tangshan (1971−2000) | Parámetros climáticos promedio de Tangshan (1971−2000) | Parámetros climáticos promedio de Tangshan (1971−2000) | Parámetros climáticos promedio de Tangshan (1971−2000) | Parámetros climáticos promedio de Tangshan (1971−2000) | Parámetros climáticos promedio de Tangshan (1971−2000) | Parámetros climáticos promedio de Tangshan (1971−2000) | Parámetros climáticos promedio de Tangshan (1971−2000) | Parámetros climáticos promedio de Tangshan (1971−2000) | Parámetros climáticos promedio de Tangshan (1971−2000) |
| Mes                                                    | Ene.                                                   | Feb.                                                   | Mar.                                                   | Abr.                                                   | May.                                                   | Jun.                                                   | Jul.                                                   | Ago.                                                   | Sep.                                                   | Oct.                                                   | Nov.                                                   | Dic.                                                   | Anual                                                  |
| ------------------------------------------------------ | ------------------------------------------------------ | ------------------------------------------------------ | ------------------------------------------------------ | ------------------------------------------------------ | ------------------------------------------------------ | ------------------------------------------------------ | ------------------------------------------------------ | ------------------------------------------------------ | ------------------------------------------------------ | ------------------------------------------------------ | ------------------------------------------------------ | ------------------------------------------------------ | ------------------------------------------------------ |
| Temp. máx. media (°C)                                  | 0.9                                                    | 4.1                                                    | 10.7                                                   | 19.6                                                   | 25.2                                                   | 29.1                                                   | 30.2                                                   | 29.4                                                   | 25.9                                                   | 19.1                                                   | 9.8                                                    | 3.0                                                    | 17.3                                                   |
| Temp. mín. media (°C)                                  | −10.2                                                  | −7.0                                                   | −0.8                                                   | 7.1                                                    | 13.0                                                   | 18.2                                                   | 21.7                                                   | 20.5                                                   | 14.6                                                   | 7.5                                                    | −0.7                                                   | −7.0                                                   | 6.4                                                    |
| Precipitación total (mm)                               | 4.3                                                    | 4.4                                                    | 9.6                                                    | 21.3                                                   | 42.7                                                   | 86.6                                                   | 192.8                                                  | 162.5                                                  | 48.2                                                   | 23.5                                                   | 9.9                                                    | 4.5                                                    | 610.3                                                  |
| Días de precipitaciones (≥ 0.1 mm)                     | 2.4                                                    | 2.4                                                    | 3.4                                                    | 4.6                                                    | 6.6                                                    | 9.0                                                    | 12.9                                                   | 10.7                                                   | 6.4                                                    | 4.8                                                    | 3.0                                                    | 2.0                                                    | 68.2                                                   |
| Fuente: Weather China                                  |                                                        |                                                        |                                                        |                                                        |                                                        |                                                        |                                                        |                                                        |                                                        |                                                        |                                                        |                                                        |                                                        |